# ناحیه مرکزی اعزاز
ناحیه مرکزی اعزاز (به عربی: ناحیة مرکز أعزاز) یک ناحیه در سوریه است که در منطقه اعزاز واقع شده‌است. ناحیه مرکزی اعزاز ۴۷٬۵۷۰ نفر جمعیت دارد.